# Trolejbusy w Aktobe
Trolejbusy w Aktobe – zlikwidowany system komunikacji trolejbusowej w Aktobe w Kazachstanie, działający w latach 1982–2013.
Trolejbusy w Aktobe uruchomiono w 1982, wówczas otwarto trzy linie o nr 1, 3 i 4. Kolejne dwie linie o nr 5 i 5a uruchomiono w 1994. Rok wcześniej, w 1993 zlikwidowano linię nr 3. W 2000 zlikwidowano linie o nr 4, 5 i 5a. Ostatnią linię nr 1 kursującą na trasie Студенческая - парк Пушкина zamknięto 11 października 2013.

## Linie
Wykaz linii:
| Linia | Trasa                                          | Data uruchomienia | Data likwidacji |
| ----- | ---------------------------------------------- | ----------------- | --------------- |
| 1     | park Puszkina – Studienczeskaja                | 1982              | 2013            |
| 3     | ul. Szernijaza (park Puszkina) – ul. Sankibaja | 1982              | 1993            |
| 4     | ul. Szernijaza (Park Puszkina) – 8 mikrorajon  | 1982              | 2000            |
| 5     | ul. Studienczeskaja – ul. Sankibaja            | 1994              | 2000            |
| 5a    | ul. Studienczeskaja – 8 mikrorajon             | 1994              | 2000            |

## Tabor
W ostatnich latach do obsługi jednej linii eksploatowano 9 trolejbusów BTZ-5276-04 o nr 74–82.